# Dominique Thiébaud
Dominique Thiébaud, né le 26 Janvier 1954 à Sancey le Grand, dans le Doubs, est un cycliste sur piste spécialiste du demi-fond.

## Palmarès sur piste
- Grenoble-1979
  -  Champion de France de demi-fond amateurs
- Commercy-1985
  -  Champion de France de demi-fond amateurs